# Pic Plummer
Pour les articles homonymes, voir Plummer.
Le pic Plummer (en anglais : Plummer Peak) est un sommet de la chaîne des Cascades, aux États-Unis. Il culmine à 1 942 mètres d'altitude dans le comté de Lewis, dans l'État de Washington. Il est protégé au sein de la Mount Rainier Wilderness, dans le parc national du mont Rainier.